# Крикуненко, Александр Валерьевич
Александр Валерьевич Крикуненко (укр. Олександр Валерійович Крикуненко; 21 марта 1970, Черкассы — 7 мая 2022, остров Змеиный) — украинский военнослужащий, майор, участник российско-украинской войны. Герой Украины (2023, посмертно).

## Биография
Александр Крикуненко родился 21 марта 1970 года в городе Черкассы. В 1992 году окончил Черкасский инженерно-технологический институт. Проходил службу в Министерстве внутренних дел Украины.
В 2015—2016 годах участвовал в АТО в составе добровольческого батальона «Гарпун». С февраля 2022 года служил в 54-й отдельной механизированной бригаде, принимал участие в боях на севере Украины, а также в районах городов Попасная (Луганская область) и Бахмут (Донецкая область).
Погиб 7 мая 2022 года во время освобождения острова Змеиный в составе спецподразделения «Альфа» Службы безопасности Украины.

## Награды
- Звание «Герой Украины» с удостоением ордена «Золотая Звезда» (2023, посмертно) — за личное мужество и героизм, проявленные в защите государственного суверенитета и территориальной целостности Украины, верность военной присяге[1].